# Valentino Pupin
Valentino Pupin (Schio, 21 ottobre 1830 – Schio, 1º gennaio 1886) è stato un pittore italiano.

## Biografia
Membro di una famiglia di pittori, attiva prevalentemente nell'area di Schio, Valentino ne rappresenta probabilmente il più noto e talentuoso esponente, affermandosi come una delle figure di spicco nel panorama artistico vicentino del XIX secolo.
Studente a partire dal 1846 presso l'Accademia delle Belle Arti di Venezia, Pupin frequentò il pittore vicentino Giovanni Busato a Torino per completare la sua formazione. Si dedicò principalmente alla realizzazione di soggetti sacri, dipingendo moltissimi affreschi, stereocromie e tele presso svariate chiese, soprattutto a Schio e nella provincia di Vicenza; si affermò tuttavia anche come ritrattista e decoratore.
Compì viaggi a Milano, Roma e Napoli, dove aggiornò le proprie tecniche pittoriche verso il realismo, come testimoniano le ultime opere. Morì a Schio nel 1886, lasciando incompiute alcune opere, una di queste successivamente portata a compimento da Tommaso Pasquotti.

## Opere

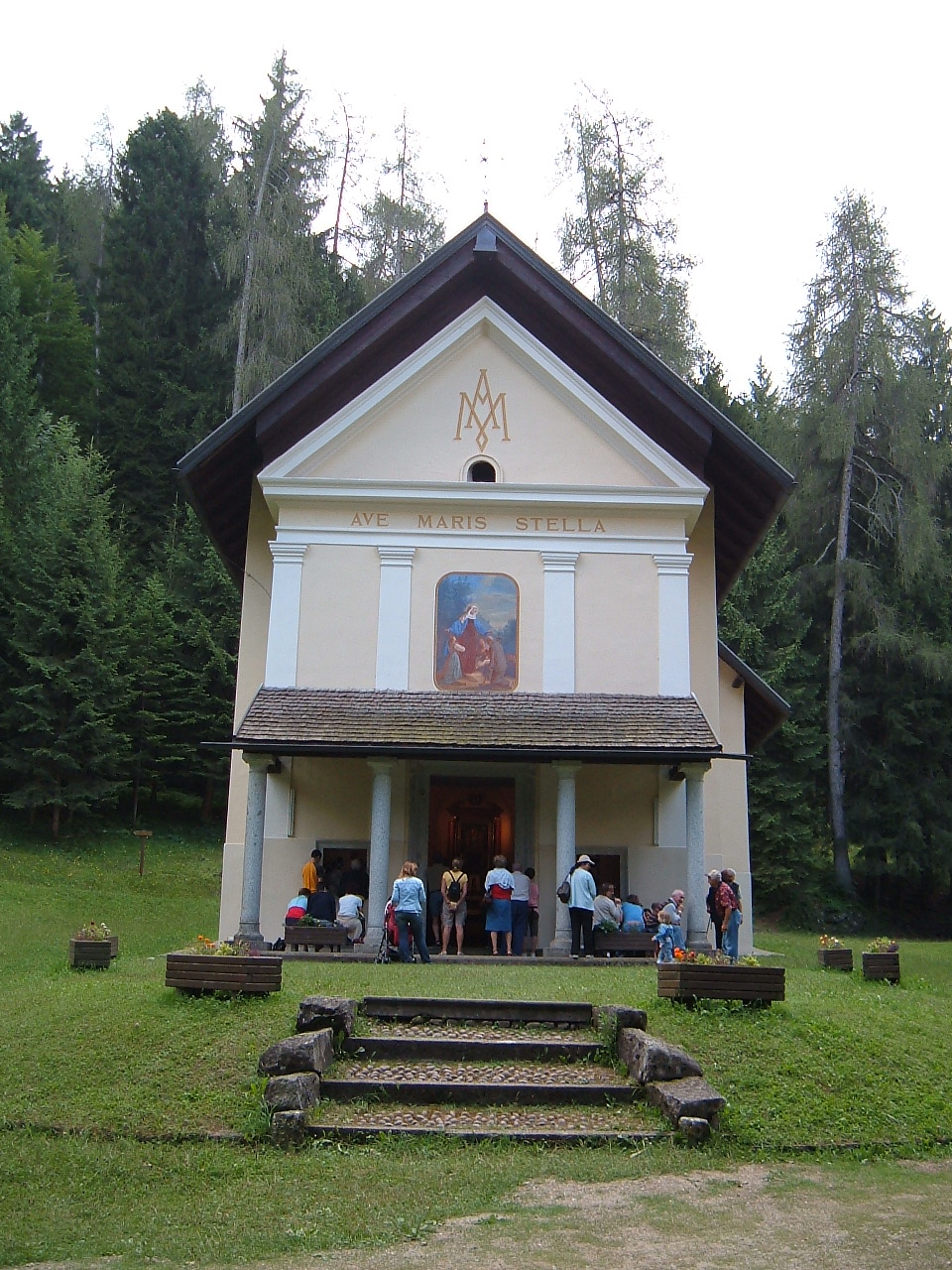
Il santuario della Madonna del Lares

- Ciclo de I sette dolori della Vergine (1868-1883), Le tre virtù teologoali (1867), San Giacomo che predica il vangelo in Spagna (1863), chiesa di San Giacomo, Schio
- Gesù Cristo e la sua chiesa (1877), La consegna delle chiavi (1867), Patrocinio di san Giuseppe, duomo, Schio
- Dogma dell'Immacolata Concezione, Cristo protettore dei miseri e degli afflitti, Trittico della Gloria della Vergine (1874-1885), duomo, Arzignano,
- Affreschi per il "Capitello delle quattro facce" (1882), Vigo Rendena
- Ciclo de Il martirio di santa Margherita d'Antiochia (1881-1883), chiesa di Santa Margherita, Bocenago
- Sant'Antonio umilia Ezzelino da Romano, chiesa di San Francesco, Schio
- Cristo, I quattro evangelisti, chiesa di Sant'Antonio, Schio
- Ezechiele profetizza sulle ossa aride, La resurrezione di Lazzaro, chiesa vecchia della Santa Trinità, Schio
- Ave Maris Stella (1872), santuario della Madonna del Lares, Bolbeno
- Visitazione, Assunzione, I quattro evangelisti, chiesa della Visitazione, Arzignano
- Trionfo dell'Immacolata, chiesa parrocchiale, Fossalta di Piave